# Grizzlies de l'Utah (ECHL)
Pour les articles homonymes, voir Grizzlies de l'Utah.
Les Grizzlies de l'Utah sont une franchise professionnelle de hockey sur glace en Amérique du Nord qui évolue dans l'ECHL. L'équipe est basée à West Valley City dans l'Utah.

## Historique
L'équipe est créée en 2005. Elle est affiliée aux Islanders de New York évoluant dans la Ligue nationale de hockey et aux Sound Tigers de Bridgeport de la Ligue américaine de hockey.

## Entraîneurs
- 2005-2008 : Jason Christie
- 2008- présent : Kevin Colley

## Capitaines
- 2006-2007 : Ed Campbell puis Travis Rycroft
- 2007-présent : Travis Rycroft

## Statistiques
| Saison    | PJ | V  | D  | DP | DTB | BP  | BC  | Pts | Classement                  | Séries éliminatoires |
| --------- | -- | -- | -- | -- | --- | --- | --- | --- | --------------------------- | -------------------- |
| 2005-2006 | 72 | 36 | 30 | 5  | 1   | 235 | 236 | 78  | 4e place, division ouest    | Hors des séries      |
| 2006-2007 | 72 | 22 | 42 | 4  | 4   | 184 | 294 | 52  | 5e place, division ouest    | Hors des séries      |
| 2007-2008 | 72 | 32 | 30 | 2  | 8   | 239 | 259 | 74  | 4e place, division ouest    | Défaite en 3e ronde  |
| 2008-2009 | 72 | 28 | 28 | 6  | 10  | 220 | 246 | 72  | 4e place, division ouest    | Défaite en 1re ronde |
| 2009-2010 | 72 | 34 | 29 | 4  | 5   | 260 | 253 | 77  | 3e place, division ouest    | Défaite en 2e ronde  |
| 2010-2011 | 72 | 33 | 32 | 4  | 3   | 189 | 227 | 73  | 3e place, division Montagne | Défaite en 2e ronde  |
| 2011-2012 | 72 | 33 | 33 | 0  | 6   | 183 | 223 | 72  | 3e place, division Montagne | Défaite en 1re ronde |
| 2012-2013 | 72 | 29 | 30 | 4  | 9   | 217 | 277 | 71  | 4e place, division Montagne | Défaite en 1re ronde |